# Śniaty (przystanek kolejowy)
Śniaty – wąskotorowy kolejowy przystanek osobowy w Śniatach, woj. wielkopolskim, w Polsce.